# Museo Bob Marley
El Museo Bob Marley (en inglés: Bob Marley Museum) es un museo en Kingston, la capital de Jamaica, dedicado al músico de reggae Bob Marley. El museo está ubicado en 56 Hope Road, Kingston 6, donde fue alguna vez el lugar de residencia del cantante. Fue también el hogar de Tuff Gong sello discográfico fundado por The Wailers en 1970. En 1976, fue el sitio de un fallido intento de suicidio de Bob Marley. La banda con sede en Chicago llamado 56 Hope Road lleva su nombre en homenaje a la dirección de este museo y casa.